# Законодательное собрание Ленинградской области
Законодательное собрание Ленинградской области — постоянно действующий высший законодательный орган (представительный) государственной власти Ленинградской области. Состоит из 50 депутатов, избираемых жителями области по смешанной пропорционально-мажоритарной системе. Срок полномочий депутатов одного созыва составляет 5 лет.
Законодательное собрание обладает статусом юридического лица. Здание законодательного собрания расположено в Санкт-Петербурге на Суворовском проспекте.

## История
20 марта 1994 года состоялись выборы депутатов Законодательного собрания Ленинградской области первого созыва. 
| № | Выборы                            | Количество депутатов                  | Состав | Фракции                                            | Председатель                                                                      | В Совет Федерации избран(а)                                                                       |
| - | --------------------------------- | ------------------------------------- | ------ | -------------------------------------------------- | --------------------------------------------------------------------------------- | ------------------------------------------------------------------------------------------------- |
| 1 | 20 марта 1994                     | 25 (маж. система, 25 округов)         |        |                                                    | Василий Иванов (с 14 июня 1994)                                                   |                                                                                                   |
| 2 | 14 декабря 1997                   | 50 (маж. система, 50 округов)         |        |                                                    | Виталий Климов                                                                    |                                                                                                   |
| 3 | 16 декабря 2001                   | 50 (маж. система, 50 округов)         |        |                                                    | Виталий Климов; Кирилл Поляков (с 20 мая 2003)                                    | Валерий Голубев, ЕР (с 23 апреля 2002); Григорий Нагинский, ЕР (с 16 сентября 2003)               |
| 4 | 11 марта 2007 в единый день       | 50 (смеш. система 25 проп. + 25 маж.) |        |                                                    | Иван Хабаров, ЕР                                                                  | Григорий Нагинский, ЕР (с 30 марта 2007)                                                          |
| 5 | 4 декабря 2011 в единый день      | 50 (смеш. система 25 проп. + 25 маж.) |        | ЕР: 32, СР: 9, КПРФ: 4, ЛДПР: 4, самовыдвиженцы: 2 | Александр Худилайнен, ЕР (с 15 декабря 2011); Сергей Бебенин, ЕР (с 20 июня 2012) | Андрей Молчанов, ЕР, список (с 15 декабря 2011); Евгений Петелин, ЕР, округ №7 (с 24 апреля 2013) |
| 6 | 18 сентября 2016 в единый день    | 50 (смеш. система 25 проп. + 25 маж.) |        | ЕР: 40, ЛДПР: 4, СР: 3, КПРФ: 3                    | Сергей Бебенин, ЕР                                                                | Дмитрий Василенко, ЕР, округ №9                                                                   |
| 7 | 17-19 сентября 2021 в единый день | 50 (смеш. система 25 проп. + 25 маж.) |        | ЕР: 35, КПРФ: 7, СРПЗП: 5, ЛДПР: 3                 | Сергей Бебенин, ЕР                                                                | Дмитрий Василенко, ЕР, список (мандат передан С. В. Коняеву)                                      |

## Основные полномочия
- принятие областных законов, в том числе устава Ленинградской области и поправок к нему
- контроль за соблюдением и исполнением областных законов
- избрание представителя от законодательного собрания Ленинградской области в Совет Федерации Федерального Собрания Российской Федерации
- утверждение порядка создания Уставного суда Ленинградской области, назначение на должности судей уставного суда Ленинградской области, мировых судей Ленинградской области

## Постоянные комиссии
В составе законодательного собрания сформированы следующие постоянные комиссии:
- по агропромышленному и рыбохозяйственному комплексу
- по бюджету и налогам
- по государственному устройству, международным, межпарламентским и общественным связям
- по жилищно-коммунальному хозяйству и топливно-энергетическому комплексу
- по законности и правопорядку
- по законодательству, регламенту и депутатской этике
- по здравоохранению
- по местному самоуправлению, административно-территориальному устройству, государственной и муниципальной службе
- по образованию, науке, культуре, туризму, спорту и делам молодежи
- по строительству, транспорту, связи и дорожному хозяйству
- по экологии и природопользованию
- по социальной политике и трудовым отношениям
- по экономике, собственности, инвестициям и промышленности

## Действующий состав
Первоначальный состав депутатского корпуса был сформирован в 2011 году, когда прошли выборы в Законодательное собрание Ленинградской области пятого созыва. Сформировано 4 фракции. В течение созыва состав незначительно менялся. Состав ЗакСа (по состоянию на декабрь 2014 года):
- Единая Россия (31 депутат), руководитель — Пустотин Николай Иванович
- Справедливая Россия (8 депутатов), руководитель — Перминов Александр Александрович
- КПРФ (5 депутатов), руководитель — Илларионова Регина Альбертовна
- ЛДПР (4 депутата), руководитель — Лебедев Андрей Ярославович

Председателем законодательного собрания является Сергей Михайлович Бебенин.
Заместители председателя:
- Белоус, Алексей Брониславович
- Бутузов, Сергей Иванович
- Куликова, Галина Васильевна
- Дюбков, Вячеслав Александрович
- Густов, Вадим Анатольевич

Полный список депутатов Законодательного собрания Ленинградской области V созыва представлен в таблице.
| Фамилия, имя, отчество             | Фракция             | Как избран                         |
| ---------------------------------- | ------------------- | ---------------------------------- |
| Алиев, Саяд Исбарович              | Единая Россия       | Свердловский избирательный округ   |
| Бебенин, Сергей Михайлович         | Единая Россия       | Свирский избирательный округ       |
| Бездетко, Татьяна Викторовна       | Единая Россия       | Гатчинский избирательный округ     |
| Белоус, Алексей Брониславович      | Единая Россия       | Общеобластной избирательный округ  |
| Бутузов, Сергей Иванович           | КПРФ                | Общеобластной избирательный округ  |
| Вивсяный, Михаил Тимофеевич        | Справедливая Россия | Общеобластной избирательный округ  |
| Витовщик, Николай Васильевич       | Единая Россия       | Сиверский избирательный округ      |
| Ворновских, Дмитрий Владимирович   | Единая Россия       | Кингисеппский избирательный округ  |
| Воробьёв, Павел Викторович         | Единая Россия       | Общеобластной избирательный округ  |
| Гилязов, Ильдар Фагимович          | Единая Россия       | Рощинский избирательный округ      |
| Григорьев, Иван Николаевич         | Единая Россия       | Волосовский избирательный округ    |
| Густов, Вадим Анатольевич          | Единая Россия       | Общеобластной избирательный округ  |
| Дюбков, Вячеслав Александрович     | ЛДПР                | Общеобластной избирательный округ  |
| Ершов, Валерий Александрович       | КПРФ                | Общеобластной избирательный округ  |
| Жирнов, Геннадий Васильевич        | Справедливая Россия | Общеобластной избирательный округ  |
| Жуков, Денис Борисович             | Единая Россия       | Ломоносовский избирательный округ  |
| Закин, Анатолий Львович            | КПРФ                | Общеобластной избирательный округ  |
| Илларионова, Регина Альбертовна    | КПРФ                | Общеобластной избирательный округ  |
| Каторгина, Вероника Сергеевна      | Справедливая Россия | Общеобластной избирательный округ  |
| Коваленко, Валерия Анатольевна     | Справедливая Россия | Общеобластной избирательный округ  |
| Коваль, Олег Сергеевич             | Единая Россия       | Лужский избирательный округ        |
| Кострица, Василий Максимович       | Единая Россия       | Приозерский избирательный округ    |
| Куликова, Галина Васильевна        | Справедливая Россия | Тихвинский избирательный округ     |
| Лабутин, Павел Алексеевич          | Единая Россия       | Общеобластной избирательный округ  |
| Лебедев, Андрей Ярославович        | ЛДПР                | Общеобластной избирательный округ  |
| Лобжанидзе, Арчил Алексеевич       | Единая Россия       | Общеобластной избирательный округ  |
| Мельников, Никита Олегович         | Единая Россия       | Кировский избирательный округ      |
| Орлов, Владимир Николаевич         | Единая Россия       | Волховский избирательный округ     |
| Павлова, Татьяна Васильевна        | Единая Россия       | Всеволожский избирательный округ   |
| Перминов, Александр Александрович  | Справедливая Россия | Общеобластной избирательный округ  |
| Петров, Александр Евгеньевич       | Единая Россия       | Сясьстройский избирательный округ  |
| Петров, Владимир Станиславович     | Единая Россия       | Сланцевский избирательный округ    |
| Петров, Олег Александрович         | Единая Россия       | Каменногорский избирательный округ |
| Пониматкин, Алексей Владимирович   | ЛДПР                | Общеобластной избирательный округ  |
| Попов, Андрей Юрьевич              | КПРФ                | Общеобластной избирательный округ  |
| Пункина, Лариса Максимовна         | Единая Россия       | Коммунарский избирательный округ   |
| Пустотин, Николай Иванович         | Единая Россия       | Бокситогорский избирательный округ |
| Рыбальченко, Владимир Владимирович | Единая Россия       | Общеобластной избирательный округ  |
| Рябов, Вадим Станиславович         | Единая Россия       | Сосновоборский избирательный округ |
| Силаев, Дмитрий Васильевич         | Справедливая Россия | Общеобластной избирательный округ  |
| Смирнов, Георгий Васильевич        | Справедливая Россия | Выборгский избирательный округ     |
| Соколов, Юрий Васильевич           | Единая Россия       | Тосненский избирательный округ     |
| Соловьёв, Дмитрий Владимирович     | ЛДПР                | Общеобластной избирательный округ  |
| Тептина, Людмила Анатольевна       | Единая Россия       | Общеобластной избирательный округ  |
| Терентьев, Юрий Иванович           | Единая Россия       | Общеобластной избирательный округ  |
| Трафимов, Александр Григорьевич    | Единая Россия       | Сертоловский избирательный округ   |
| Турляй, Владимир Владимирович      | Единая Россия       | Киришский избирательный округ      |
| Хабаров, Иван Филиппович           | Единая Россия       | Никольский избирательный округ     |
| Цой, Владимир Олегович             | Единая Россия       | Общеобластной избирательный округ  |
| Этманов, Алексей Владимирович      | Справедливая Россия | Общеобластной избирательный округ  |

В по результатам выборов в Законодательное собрание Ленинградской области от 18 сентября 2016 г. были сформированы четыре фракции:
- Единая Россия (40 депутатов), руководитель — Петров Олег Александрович
- ЛДПР (4 депутата), руководитель — Лебедев Андрей Ярославович
- КПРФ (3 депутата), руководитель — Илларионова Регина Альбертовна
- Справедливая Россия (3 депутата), руководитель — Перминов Александр Александрович.

Председателем законодательного собрания является Сергей Михайлович Бебенин.
Заместители председателя:
- Пустотин Николай Иванович
- Пуляевский Дмитрий Витальевич

| Фамилия, имя, отчество           | Фракция             | Как избран                         |
| -------------------------------- | ------------------- | ---------------------------------- |
| Алиев Саяд Исбарович             | Единая Россия       | Свердловский избирательный округ   |
| Бебенин Серегй Михайлович        | Единая Россия       | Свирский избирательный округ       |
| Бездетко Татьяна Викторовна      | Единая Россия       | Гатчинский избирательный округ     |
| Белова Надежда Леонидовна        | Единая Россия       | Общеобластной избирательный округ  |
| Беляев Николай Владимирович      | ЛДПР                | Общеобластной избирательный округ  |
| Верниковский Александр Павлович  | Единая Россия       | Сертоловский избирательный округ   |
| Ворновских Дмитрий Владимирович  | Единая Россия       | Кингисеппский Избирательный округ  |
| Воробьёв Павел Викторовчи        | Единая Россия       | Общеобластной избирательный округ  |
| Гайсин Руслан Радьевич           | Справедливая Россия | Общеобластной избирательный округ  |
| Гилязов Ильдар Фагимович         | Единая Россия       | Рощинский избирательный округ      |
| Голиков Юрий Михайлович          | ЛДПР                | Общеобластной избирательный округ  |
| Густов Вадим Анатольевич         | Единая Россия       | Волосовский избирательный округ    |
| Зеваков Олег Петрович            | Единая Россия       | Общеобластной избирательный округ  |
| Иванов Сергей Иванович           | Единая Россия       | Общеобластной избирательный округ  |
| Игонин Алексей Андреевич         | Единая Россия       | Общеобластной избирательный округ  |
| Илларионова Регина Альбертовна   | КПРФ                | Общеобластной избирательный округ  |
| Караваев Сергей Сергеевич        | Единая Россия       | Токсовский избирательный округ     |
| Коваленко Валерия Анатольевна    | Справедливая Россия | Общеобластной избирательный округ  |
| Коваль Никита Олегович           | Единая Россия       | Лужский избирательный округ        |
| Коломыцев Михаил Владимирович    | Единая Россия       | Общеобластной избирательный округ  |
| Коняев Сергей Васильевич         | Единая Россия       | Общеобластной избирательный округ  |
| Кузьмин Николай Алексеевич       | КПРФ                | Общеобластной избирательный округ  |
| Лабутин Павел Алексеевич         | Единая Россия       | Ломоносовский избирательный округ  |
| Лебедев Андрей Ярославович       | ЛДПР                | Общеобластной избирательный округ  |
| Левченко Марина Николаевна       | Единая Россия       | Общеобластной избирательный округ  |
| Лобжанидзе Арчил Алексеевич      | Единая Россия       | Тосненский избирательный округ     |
| Ломов Алексей Владиславович      | Единая Россия       | Общеобластной избирательный округ  |
| Малык Вадим Витальевич           | Единая Россия       | Кировский избирательный округ      |
| Матвеев Александр Валентинович   | Единая Россия       | Всеволожский избирательный округ   |
| Маханек Елена Борисовна          | Единая Россия       | Общеобластной избирательный округ  |
| Орлов Владимир Николаевич        | Единая Россия       | Волховский избирательный округ     |
| Перминов Александр Александрович | Справедливая Россия | Общеобластной избирательный округ  |
| Петров Александр Евгеньевич      | Единая Россия       | Тихвинский избирательный округ     |
| Петров Владимир Станиславович    | Единая Россия       | Сланцевский избирательный округ    |
| Петров Олег Александрович        | Единая Россия       | Каменногорский избирательный окргу |
| Потапова Светлана Леонидовна     | Единая Россия       | Приозерский избирательный округ    |
| Пуляевский Дмитрий Витальевич    | Единая Россия       | Сосновоборский избирательный округ |
| Пункина Лариса Максимовна        | Единая Россия       | Коммунарский избирательный округ   |
| Пустотин Николай Иванович        | Единая Россия       | Бокситогорский избирательный округ |
| Радкевич Владимир Михайлович     | Единая Россия       | Общеобластной избирательный округ  |
| Русских Александр Владимирович   | Единая Россия       | Общеобластной избирательный округ  |
| Тептина Людмила Анатольевна      | Единая Россия       | Сиверский избирательный округ      |
| Терентьев Юрий иванович          | Единая Россия       | Общеобластной избирательный округ  |
| Тирон Евгений Владимирович       | КПРФ                | Общеобластной избирательный округ  |
| Тюрина Татьяна Венедиктовна      | Единая Россия       | Киришский избирательный округ      |
| Хабаров Иван Филиппович          | Единая Россия       | Никольский избирательный округ     |
| Цой Владимир олегович            | Единая Россия       | Выборгский избирательный округ     |
| Черноморец Анатолий Николаевич   | Единая Россия       | Общеобластной избирательный округ  |
| Шадаев Дамир Равильевич          | ЛДПР                | Общеобластной избирательный округ  |
| Шаронов Андрей Николаевич        | Единая Россия       | Общеобластной избирательный округ  |

## Представители  Ленинградской области в Федеральном собрании Российской Федерации
Депутаты Государственной Думы VII созыва, избранные от Ленинградской области:
- Ананских Игорь Александрович ("Справедливая Россия")
- Драчёв Владимир Петрович ("Единая Россия")
- Журова Светлана Сергеевна ("Единая Россия")
- Лавров Олег Леонидович (ЛДПР)
- Лященко Алексей Вадимович ("Единая Россия")
- Пантелеев Сергей Михайлович (КПРФ)
- Петров Сергей Валериевич ("Единая Россия")
- Яхнюк Сергей Васильевич ("Единая Россия")

Член Совета Федерации Федерального Собрания Российской Федерации - представитель от Законодательного собрания Ленинградской области.
- Василенко Дмитрий Юрьевич[4]